# Swartzia longipedicellata
Swartzia longipedicellata är en ärtväxtart som beskrevs av Noel Yvri Sandwith. Swartzia longipedicellata ingår i släktet Swartzia och familjen ärtväxter. Inga underarter finns listade i Catalogue of Life.